# Samuel Jones (atlet)
Samuel Symington "Sam" Jones (16. ledna 1880 – 13. dubna 1954, Knoxville) byl americký atlet, olympijský vítěz ve skoku do výšky.
Byl mistrem USA ve skoku do výšky v letech 1901, 1903 a 1904. Na olympijských hrách v roce 1904 zvítězil ve skoku do výšky výkonem 180 cm. Jeho osobní rekod byl 188 cm.